# 대한민국 GDP 세계 순위 (1961년~)
세계 은행(World Bank) 통계에 따른 한국의 역대 GDP 세계 순위(1961년~)를 주요 경제 사건과 함께 표로 정리한 것이다.참고: 세계은행(World Bank) GDP in current USD
| 역대 정부        | 연도 | 순위 | GDP (백만달러) | 주요 사건 |
| ---------------- | ---- | ---- | --- | --- |
| 국가재건최고회의 | 1961 | 39위 | 2,418 | 5.16 쿠데타 |
| 국가재건최고회의 | 1962 | 38위 | 2,814 | 화폐개혁 (10환 → 1원) 증권 파동 (4대 의혹 사건) |
| 박정희 정부      | 1963 | 37위 | 3,988 | |
| 박정희 정부      | 1965 |      | | 대일청구권 자금 (무상 3억 달러) 한국 외채 총계 - 2억 600만 달러 |
| 박정희 정부      |      |      | 베트남 전쟁 특수 - 한국군 급여와 전투수당은 미국에서 전액 지급(342억 8천만 달러)(한국군 전사자 5,099명, 부상자 약 10만 명) 일본, GDP 세계 2위(1968년) | |
| 박정희 정부      | 1970 |      | | 경부고속도로 완공 - 전체 공사비 429억 원 (일본 외채로 조달) ※ 착공 당시 전국 차량 대수 4만대. 적정 시기는 1985년 (전국 차량 대수 100만대) 외채 - 22억 4,500만 달러                                                              |
| 박정희 정부      | 1972 | 33위 | 10,862 | 8.3. 사채 동결 조치 10월 유신 |
| 박정희 유신 정권 | 1973 |      | | 제1차 오일 쇼크 (※ 경제성장률 14.8%) |
| 박정희 유신 정권 | 1974 |      | | 중동 건설 특수 |
| 박정희 유신 정권 | 1975 |      | | 수출 50억 달러, 수입 72억 달러 외채 - 84억 5,600만 달러 |
| 박정희 유신 정권 | 1977 |      | | 1인당 국민소득 1,053달러, 수출 100억달러 |
| 박정희 유신 정권 | 1978 |      | | 경제위기 초래 (①과다 외채, ②만성적인 무역적자·재정적자, ③악성 인플레이션, ④무분별한 중복·과잉투자) |
| 박정희 유신 정권 | 1979 |      | | 수출 150억 달러 / 수입 203억 달러 율산그룹 부도(정경유착에 의한 무분별 투자로 재벌그룹 줄도산) 박정희의 천문학적 부정축재 4.17 경제안정화 시책 (계획경제의 폐해 - 시장경제로 전환)→ 당시에 진행 못 함. 전두환 정권(1981년) 시행 |
| 최규하 정부      | 1980 | 27위 | 65,398 | 5.17. 비상계엄 ※ 물가상승률: 28.7% 외채 - 273억 6,500만 달러 |
| 전두환 정부      | 1981 |      | | 산업 합리화 조치 ※ 외채 325억 달러 ※ 세계 4대 채무국: 브라질, 멕시코, 아르헨티나, 한국 |
| 전두환 정부      | 1982 |      | | 경제성장률이 물가상승률을 추월한 원년 ※ 외채 380억 달러 (아르헨티나와 동액) 야간통행금지조치 해제 영기준예산제도 도입 (예산동결, 재정적자 급감)                                                                                 |
| 전두환 정부      | 1983 |      | | 일본에서 외채 40억 달러 차입 ("독도는 우리 땅" 노래 일시적으로 방송 금지) |
| 전두환 정부      | 1985 |      | | 국제그룹 부도 (※ 외채 468억 달러) 플라자 합의 (※달러-엔 환율 1985년 238.28 → 1989년 137.98 달러-원 환율 1985년 890.20 → 1989년 679.60)                                                                                          |
| 전두환 정부      | 1986 |      | | 3저 호황으로 사상 첫 경상수지 흑자 46억 달러 |
| 전두환 정부      | 1987 | 19위 | 147,948 | 6월 민주항쟁 1인당 GDP 세계 평균 돌파 (3,480달러) IMF 구제금융 상환(달러 폭락으로 인한 외채 감소로, 1970년대 이후 외채위기에서 일시적 안정화)                                                                                   |
| 노태우 정부      | 1988 |      | | 국민연금 제도시행 |
| 노태우 정부      | 1989 |      | | 코스피 지수 1,015P 12.12. 증시 부양 조치 |
| 노태우 정부      | 1990 |      | | 소련 수교 시장평균 환율제도 |
| 노태우 정부      | 1991 |      | | 수입자유화 (비율 - 97.3%) |
| 노태우 정부      | 1992 | 13위 | 355,525 | 중국 수교 |
| 김영삼 정부      | 1993 |      | | 금융실명제 고위공직자 재산공개 |
| 김영삼 정부      | 1994 |      | | 1인당 국민 소득 10,357달러 처음으로 세계 평균의 2배&포르투갈 돌파 평시 작전권 회수 |
| 김영삼 정부      | 1995 |      | | 수출 1,000억 달러 돌파 부동산 실명제 쓰레기 종량제 |
| 김영삼 정부      | 1996 |      | | 대한민국 OECD 가입 (29번째 가입국) |
| 김영삼 정부      | 1997 | 11위 | 569,754 | IMF가 대한민국을 선진국으로 분류 아시아 금융위기 ※ 대한민국의 17번째 IMF 구제금융 지원 (1965년 ~ 1997년) |
| 김대중 정부      | 1999 |      | | 대우그룹 부도 → 분식회계 42조 - 세계 경제사의 최대 분식, 부도 사건 |
| 김대중 정부      | 2000 |      | | 닷컴 버블 |
| 김대중 정부      | 2002 | 11위 | 627,246 | 카드 대란 |
| 노무현 정부      | 2004 |      | | 1인당 GDP, 사상 첫 대만 추월 |
| 노무현 정부      | 2005 | 10위 | | 대한민국 GDP 순위 첫 10위 |
| 노무현 정부      | 2006 |      | | 수출 3천억달러 돌파 |
| 노무현 정부      | 2007 | 13위 | 1,172,614 | 코스피 지수 2,085P |
| 이명박 정부      | 2008 |      | | 글로벌 금융위기 |
| 이명박 정부      | 2012 | 14위 | 1,278,427 | |
| 박근혜 정부      | 2016 | 11위 | 1,500,111 | 사드 배치 → 중국의 경제보복국정농단으로 탄핵 소추 (2017.3. 파면) |
| 문재인 정부      | 2017 |      | | 국민소득 31,734달러 |
| 문재인 정부      | 2019 |      | | 일본의 수출규제 조치(대법원 강제징용 판결에 대한 보복) ↔ 적절한 대처로 소부장 산업 경쟁력 강화 |
| 문재인 정부      | 2020 |      | | 글로벌 팬데믹 경제위기 (↔ 한국은 K-방역으로 코로나 특수) ※ GDP 순위 OECD 통계(9위), IMF 통계(10위) 군사력 세계 6위 |
| 문재인 정부      | 2021 | 10위 | 1,818,432 | 코스피 지수 3,316P 1인당 GDP(3만 7898불), 사상 첫 일본 추월 |
| 윤석열 정부      | 2023 |      | 1,812,893 | |
| 윤석열 정부      | 2024 | 12위 | 1,851,468 | 친위 쿠데타 처단, 대통령 탄핵 소추 |